# 南站站
南站是一个位于中国天津市西青区张家窝镇天津南站北侧，属于天津地铁3号线的地铁车站。

## 車站結構

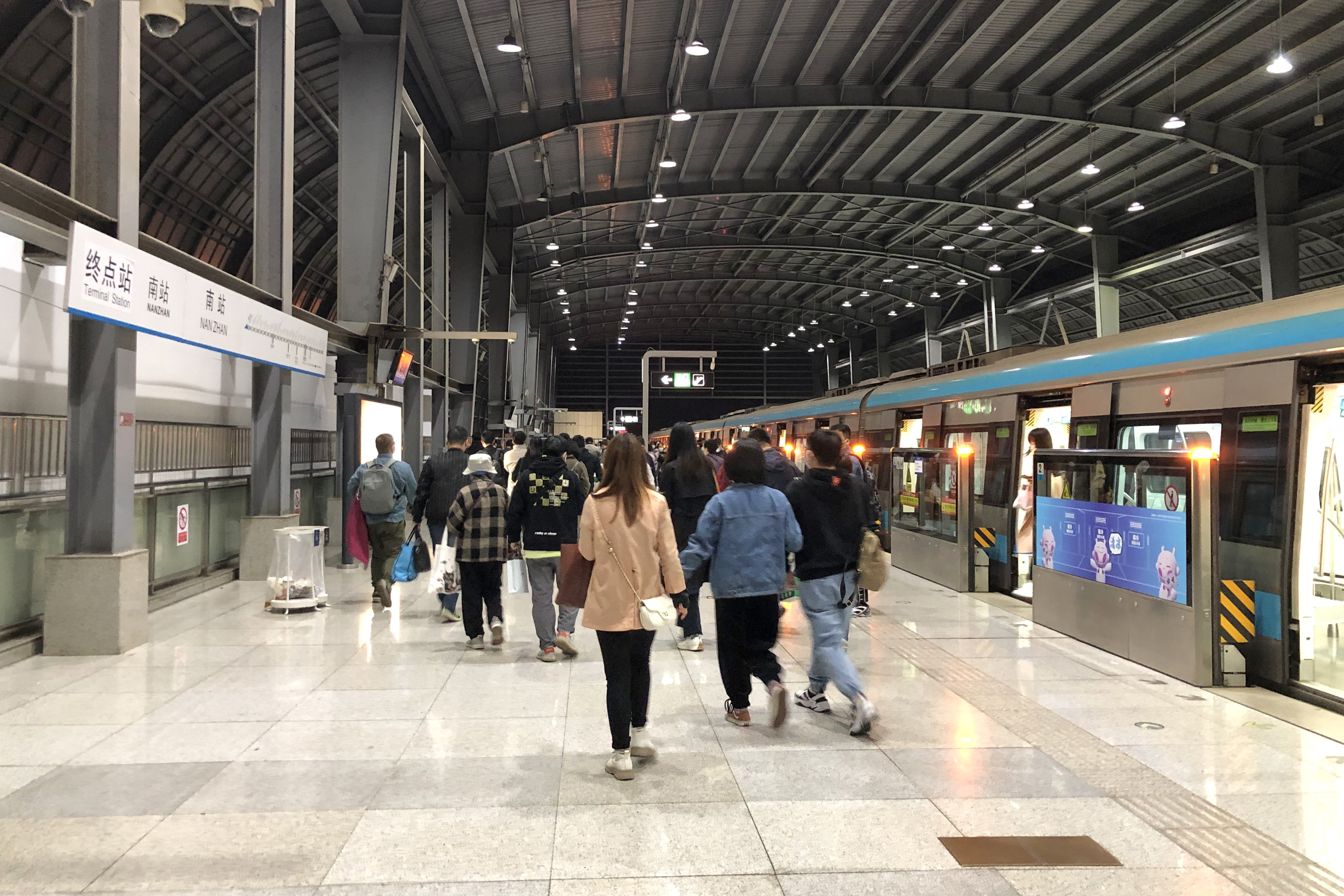
终到站台

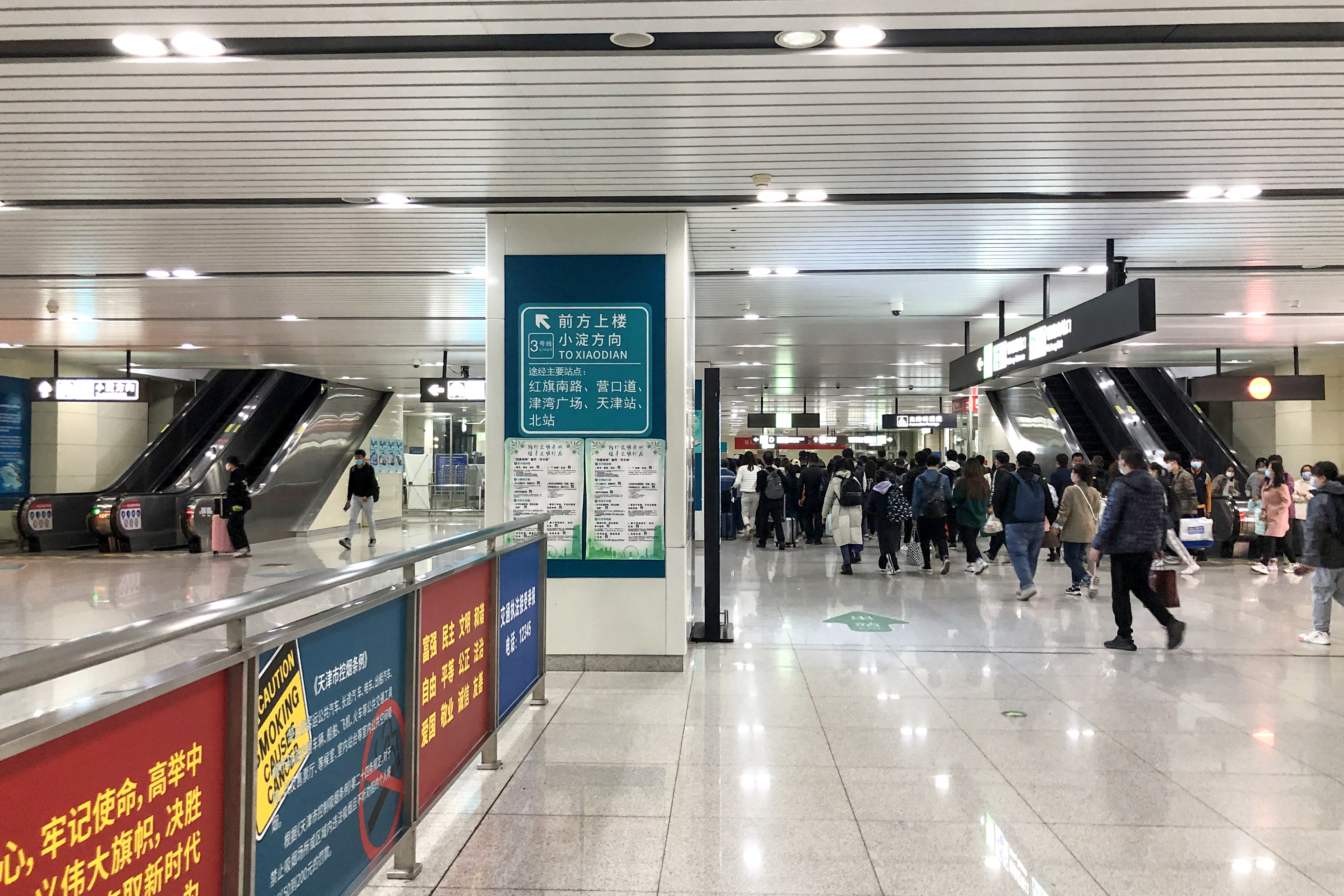
站厅

车站为高架站，设有2个侧式站台。
| 地上二层 站台 | 侧式站台，右側開门 | 侧式站台，右側開门           |
| 地上二层 站台 | 轨道（东）         | █ 3号线往小淀（杨伍庄）      |
| 地上二层 站台 | 轨道（西）         | █ 3号线終點站 落客站台       |
| 地上二层 站台 | 侧式站台，右側開门 |                              |
| 地面          | 站厅               | 客服中心、自动售票机、验票机 |
| 地面          | 出入口             | A—D出入口                    |

### 車站出口
南站站共设4个出口，各出口及周围设施如下所示：
|          |      |                |  |
| 出口编号 | 照片 | 可到达目的地   |  |
| 出口 · A |      | 天津南站东广场 |  |
| 出口 · B |      | 天津南站出站口 |  |
| 出口 · C |      | 天津南站进站口 |  |
| 出口 · D |      | 天津南站东广场 |  |